# Alonso Martínez (metrostation)
Alonso Martínez is een metrostation op de grens van de wijken Justicia (stadsdeel Centro) en Almagro (stadsdeel Chamberí) van de Spaanse hoofdstad Madrid dat werd geopend op 23 maart 1944. Het station en het bovenliggende plein zijn genoemd naar  Manuel Alonso Martínez,  een jurist en politicus die in de 19e-eeuw een belangrijke rol had bij het tot stand komen van het Spaanse Burgerlijk wetboek.  

## Geschiedenis
Het station werd geopend op 23 maart 1944 tegelijk met het eerste deel van lijn 4, de "línea de los bulevares", dat de noordrand van de oude stad volgt als oost-west verbinding.
In 1947 lag er een plan van de gemeente Madrid om een voorstadslijn, de zogeheten F.C. Suburbano de Carabanchel a Chamartín de la Rosa (FCS), aan te leggen  tussen de stad en de zuidelijke voorstad Carabanchel. Zoals de naam al zegt zou het noordelijke eindpunt in Chamartin komen, maar dat werd Plaza de España nadat het project was overgenomen door de Staat. De FCS werd in 1961 geopend en in 1962 werd het tracé onder binnenstad met Alonso Martínez als noordelijk eindpunt verder uitgewerkt, zonder dat tot aanleg werd overgegaan.
De FCS was geen onderdeel van het metrobedrijf en dat bouwde een eigen lijn tussen Carabanchel en de stad waarvan het zuidelijke deel op 6 juni 1968 werd geopend als lijn 5. Op 25 februari 1970 werd deze onder de binnenstad doorgetrokken en sinds 2 maart 1970 wordt Alonso Martínez ook bediend door lijn 5.
Op 18 december 1981 werd de FCS onderdeel van de metro en op dezelfde dag werd de lijn doorgetrokken van  Plaza de España naar Alonso Martínez. Zodoende werd het station het noordelijke eindpunt van lijn S die later het nummer 10 kreeg. 
In 1995 werd begonnen met een project om lijn 10 ten noorden van  Alonso Martínez door te trekken en samen te voegen met de in 1982 geopende lijn 8. Zodoende werd het in 1947 beoogde traject alsnog gerealiseerd. De lijnen 4, 5 en de FCS waren gebouwd voor klein-profielmaterieel, maar de bouw van de metrosur en de wens om deze te verbinden met de rest van het metronet was aanleiding om lijn 10 om te bouwen naar groot-profiel. Nadat op 22 januari 1998 de samenvoeging gereed was werd het oudere deel van lijn 10 geschikt gemaakt voor groot-profielmaterieel. Hierbij werden de perrons aan lijn 10 bij Alonso Martínez verlengd van 90 meter tot 115 meter en sinds 22 oktober 2002 wordt de dienst op lijn 10 onderhouden met groot-profielmaterieel.
Op 9 juli 2008 werd onder het metrostation een nieuwe oost-zuidwesttunnel (San Fernando-Príncipe Pío) geopend. Het project om in deze tunnel een voorstadstation te bouwen is door het Ministerie van Openbare Werken opgeschort vanwege technische en economische problemen.    
De perrons van lijn 4 waren van 13 januari tot en met 6 maart 2020 gesloten vanwege werkzaamheden aan de lijn. De dienst op de andere lijnen werd niet onderbroken.

Ligging van de metrolijnen bij Alonso Martínez
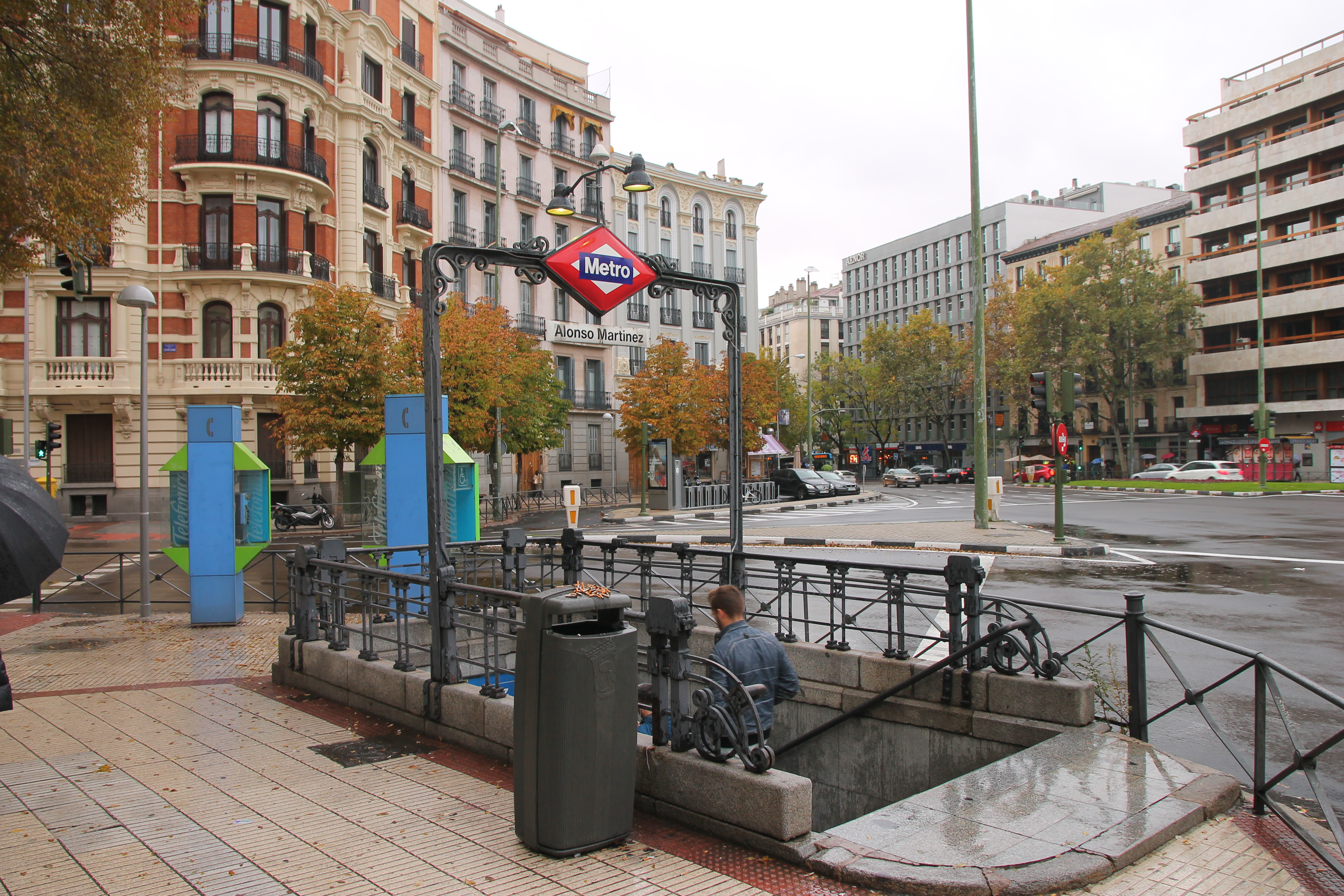
De noordelijke toegang van Alonso Martínez

## Ligging en inrichting
De perrons en sporen van lijn 4 liggen onder een gewelf vrijwel oost-west onder het plein op niveau -2. De westelijke toegang tot het station ligt aan de zuidkant van de Calle da Sagasta ter hoogte van de Calle Hermanos Álvarez Quintero en biedt via vaste trappen toegang tot de westkop van de respectievelijke perrons. De oostkant van de perrons is verbonden met de bescheiden stationshal onder de oostzijde het plein bij de Calle  de Génova.
Aan de noordkant van de stationshal zijn twee groepen van een vaste trap geflankeerd met roltrappen. De ene verbindt de stationshal parallel aan lijn 5 met de toegangstunnel voor die lijn, de andere verbindt haaks daar op de stationshal met een tussenverdieping op niveau -2. Deze tussenverdieping is met een tweede trap geflankeerd door roltrappen, vrijwel haaks op bovenste, verbonden met de overstaptunnel op niveau -3 tussen de lijnen 5 en 10.  Aan de oostkant is deze verbonden met de toegangstunnel lijn 5. Deze toegangstunnel is met vaste trappen verbonden met de perrons die onder de Calle de Almagro liggen op niveau -4. Hoewel ook dit gebouwd is als enkelgewelfdstation is er tussen de sporen een scheidingswand geplaatst zodat het lijkt op een dubbelgewelfdstation.
In het midden van de overstaptunnel is ook een trap geflankeerd door roltrappen tussen het oostelijke deel op niveau -3 en het westelijke op niveau -4. Vanuit het westelijke deel zijn de perrons van lijn 10 op niveau -5, onder de bebouwing aan de westkant van de Calle de Almagro, bereikbaar via trappen en roltrappen. Ook hier is sprake van een enkelgewelf dat door een scheidingswand is opgedeeld, al loopt die bij lijn 10 niet door over de volle lengte van het station zodat aan het noordeinde een doorkijk van het ene naar het andere perrons mogelijk is.